# Fatale - Doppio inganno
Fatale - Doppio inganno (Fatale) è un film del 2020 diretto da Deon Taylor.

## Trama
Un agente sportivo di successo ha una notte d'avventura con una donna che si rivelerà essere una detective della polizia. L'uomo cade nella sua trappola orchestrata e questo metterà a rischio la sua famiglia, la sua carriera e persino la sua stessa vita. 

## Distribuzione
Il film è stato distribuito nelle sale cinematografiche statunitensi a partire dal 18 dicembre 2020 mentre in Italia è stato distribuito nelle piattaforme streaming dal 17 maggio 2021.